# William Balck
William Balck, född 19 oktober 1858 i Osnabrück, död 15 juli 1924 i Aurich, var en tysk militär.
Balck blev officer vid infanteriet 1878 och 1917 generallöjtnant. Han var under första världskriget infanterifördelningschef och 1918 guvernör på Ösel. Hans största insats var som lärare och militär författare. Bland hans arbeten märks särskilt Taktik (6 band, 4:e upplagan 1910) och Entwicklung der Taktik (2:a upplagan 1922).